# Voces Thules
Voces Thules este un ansamblu muzical islandez înființat în 1992, format din cinci cântăreți (Eggert Pálsson, Einar Jóhannesson, Eiríkur Hreinn Helgason, Guðlaugur Viktorsson și Sigurður Halldórsson) care au studiat la Reykjavík, Londra și Viena, specializați în muzică medievală și contemporană islandeză. Pe lângă proiectul Voces Thules, membrii au, de asemenea, cariere individuale ca instrumentiști și cântăreți. 
Voces Thules a cântat la diferite festivaluri internaționale, cum ar fi cea de-a 20-a aniversare a Festivalului de muzică timpurie din Utrecht, în Olanda, sau cea de-a 50-a aniversare a Festivalului international de arte din Bergen, unde cântăreții au susținut două concerte cu muzică medievală bazată pe manuscrisele islandeze. Ansamblul a înregistrat pentru radio și televiziune, iar în 2006 a lansat albumul „Sfântul Thorlak” (Þorlákstíðir), singurul sfânt islandez, bazat pe un manuscris din jurul anului 1400. Ulterior au cântat din acel album la Catedrala din Reykjavik, în onoarea celei de-a 800-a aniversare de la consacrarea lui Thorlak.  Artiștii islandezi au fost nominalizați în 2008 pentru Premiul muzical al consiliului nordic. 